# 仙南ガス
仙南ガス株式会社（せんなんガス、英: Sennan-gas Co.,Ltd.）は、宮城県名取市杜せきのしたに本社を置く一般ガス事業者。宮城県仙南地域の住宅団地において簡易ガス事業、名取市において都市ガスの供給を行う。

## 事業概要
簡易ガスは柴田町・白石市各3団地、岩沼市2団地の計8か所で、プロパンガスを供給している。都市ガスは、東北天然ガスのパイプラインより減圧分岐した天然ガスを、名取市のなとりりんくうタウンに供給している。
また、経済産業省によって2023年度、2024年度の健康経営優良法人に認定されている。

## 沿革
- 1973年（昭和48年）4月23日 - 宮城県白石市にて会社設立。
- 1975年（昭和50年）6月5日 - 白石市寿山第4団地にて簡易ガス事業開始。白石市では1982年4月13日より城南団地、1991年6月22日より城南第2団地で簡易ガス事業を開始している。
- 1975年（昭和50年）9月1日 - 柴田町の雇用促進住宅柴田宿舎にて簡易ガス事業開始。柴田町では1978年6月28日より船迫団地、1981年2月14日よりサニータウン槻木で簡易ガス事業を開始している。
- 1978年（昭和53年）4月 - 本社を柴田町（現在の本社所在地）に移転。
- 1980年（昭和55年）4月1日 - 岩沼市の平等団地にて簡易ガス事業開始。岩沼市では1981年10月1日より県営岩沼相ノ原住宅で簡易ガス事業を開始している。
- 2007年（平成19年）2月 - 名取市のなとりりんくうタウンにて都市ガスの供給を開始[1]。